# Бзикурткари
Бзикурткари (груз. ბზიკურთკარი) — село в Грузии, в муниципалитете Душети края Мцхета-Мтианети. 

## География
Село расположено в северной части края, в 55 километрах по прямой к северо-востоку от центра муниципалитета Душети. Высота центра — 1080 метров над уровнем моря.

## Население
По данным переписи населения 2014 года, в селе проживал 1 человек.
| Год  | Население |
| ---- | --------- |
| 2002 | 13        |
| 2014 | 1         |